# Flughafen St. Tropez

i7
i11
i13
Der Flughafen St. Tropez/La Môle (französisch Aéroport International Saint-Tropez – La Môle, Markenauftritt Aéroport Golfe de Saint-Tropez, IATA-Code: LTT, ICAO-Code: LFTZ) ist ein französischer Flughafen und liegt etwa 15 Kilometer südwestlich von Saint-Tropez im Gemeindegebiet von La Môle. Er ist als Zivilflughafen klassifiziert und wird vom Flugsportclub genutzt. Regelmäßige Flugverbindungen gibt es per Helikopter nach Nizza mit Monacair, Hélisécurité und Azur Hélicoptère (Stand: Mai 2018).

## Ausstattung und Terminal
Das Terminal des Flughafens ist behindertengerecht ausgestattet und hat eine Fläche von 750 Quadratmetern. Es befinden sich ebenfalls Hangars mit einer Gesamtfläche von 1200 Quadratmetern und eine Tankstelle auf dem Gelände. Das Terminal ist von 7 bis 19 Uhr für Reisende geöffnet, die 1180 Meter lange Start- und Landebahn besitzt einen Taxiway.
Seit Oktober 2010 steht ein neuer Flugverkehrskontrollturm zur Verfügung. Auch ein öffentliches WLAN ist seitdem nutzbar.

## Weblink
- Website des Flughafens (französisch/englisch)